# Asko Parpola
Asko Heikki Siegfried Parpola (Forssa, 12 luglio 1941) è un indologo finlandese.
Professore emerito all'Università di Helsinki. Esperto a livello mondiale della cultura della Civiltà della valle dell'Indo. È fratello dell'assiriologo Simo Parpola.

## Opere
- Catalogo dei lavori, su helsinki.fi.

| Controllo di autorità | VIAF (EN) 108540470 · ISNI (EN) 0000 0001 2147 0237 · BAV 495/23509 · ORCID (EN) 0000-0002-9484-3732 · LCCN (EN) n50050780 · GND (DE) 1095567470 · BNF (FR) cb12090043k (data) · J9U (EN, HE) 987007266356805171 · NDL (EN, JA) 00886410 |